# Valdivionyx crassipes
Genre
Espèce
Valdivionyx crassipes, unique représentant du genre Valdivionyx, est une espèce d'opilions laniatores de la famille des Triaenonychidae.

## Distribution
Cette espèce se rencontre au Chili dans la région des Lacs et en Argentine dans l'Ouest de la province de Río Negro.

## Description
Le mâle holotype mesure 4,22 mm et la femelle paratype 4,99 mm.

## Publication originale
- Maury, 1988 : « Triaenonychidae sudamericanos III. Descripción de los nuevos generos Nahuelonyx y Valdivionyx (Opiliones, Laniatores). » The Journal of Arachnology, vol. 16, no 1, p. 71–83 (texte intégral).